# ある用務員
『ある用務員』（あるようむいん 英題：a Janitor）は、阪元裕吾監督の日本のクライムアクション映画。2021年1月29日公開。
ヒューマントラストシネマ渋谷とシネ・リーブル梅田で開催された特集上映「未体験ゾーンの映画たち2021」での上映作品。福士誠治が本作で初めて映画作品の主演を務めた。
髙石あかりと伊澤彩織が演じる女子高生の殺し屋コンビ、リカ＆シホが好評で人気を集めたことから、本作公開前に2人がW主演を務める新作（『ベイビーわるきゅーれ』）の製作が決定した。

## あらすじ
深見晃（福士誠治）は、幼少期何者かにヤクザだった父・光男（野間口徹）を殺されて以来、日本の裏社会を牛耳る真島グル ープの総裁・真島善喜（山路和弘）に育てられる。今は真島総裁の愛娘・唯（芋生悠）の影のボディーガードとして、唯の通う西翔学院高校で「用務員」として働いており、そして、真島総裁に訓練を施された「殺し屋」という裏の顔も持つ。真島総裁は、国内から完全撤退し香港へ拠点を置きアジア諸国でビジネスを展開することを部下である西森組長（般若）に告げる。反発した西森は、「ある計画」を立て、それをキッカケに深見の隠された過去が明らかになっていき、更には放たれた9人の殺し屋が唯と深見に襲い掛かかる。

## キャスト
西翔学院高校
- 深見晃（高校の用務員）：福士誠治[6]
- 真島唯（生徒、真島総裁の娘）：芋生悠[2]
- ヒロ（生徒、唯の幼馴染）：伊能昌幸
- 龍ヶ崎翔太（3人組生徒）：近藤雄介
- マッチー（3人組生徒）：松本卓也
- 女生徒（3人組生徒）：楓子
- 佐々木先生（校門で募金活動していた）：尾崎明日香
- 遠藤先生：波岡一喜[6]

真島グループ
- 真島善喜（唯の父、真島グル ープ総裁）：山路和弘
- スズキ（真島総裁の側近）：清水優
- 西森（真島総裁の配下の組長）：般若
- 村野（西森の組員）：一ノ瀬ワタル
- 本田優介（真島総裁の実子）：前野朋哉[6]

9人の殺し屋
- 殺し屋・稲岡：北代高士[6]
- 殺し屋・南（連続殺人鬼）：大坂健太
- 殺し屋・青柳（白いジャージ）：幕雄仁
- 殺し屋・斉藤（青いジャージ）：茶谷優太
- 殺し屋・源さん（スナイパー）：渡辺哲
- 殺し屋・クロちゃん：佳久創
- 殺し屋・湯布院：タカ海馬
- 殺し屋・リカ（黒髪ロング）：髙石あかり[6]
- 殺し屋・シホ（金髪）：伊澤彩織[6]

その他
- 深見光男（晃の父）：野間口徹
- マイカ（西森組長と話してた女）：犬童美乃梨

## 音楽
- サウンドトラック：SUPA LOVE

作曲：曽木琢磨、髙橋祐子、賀佐泰洋
- 主題歌：「アムネジア」CrazyBoy（三代目 J SOUL BROTHERS）[8]

## スタッフ
- 監督・編集：阪元裕吾
- 製作：人見剛史、堤天心、藍沢亮、松原憲、佐藤公彦
- 製作協力：高麗大助、丹羽さつき、中條喜一郎
- エグゼクティブプロデューサー：鈴木祐介、林健太郎
- プロデュース：前田茂司
- プロデューサー：角田陸、小林哲雄、山村淳史
- キャスティングプロデューサー：伊東雅子
- スタントコーディネーター：出口正義
- 脚本：松平章全
- 撮影：栗田東治郎
- 照明：田中安奈
- 録音：西條博介
- 助監督：佃謙介
- 制作担当：南雅史
- 監督助手：尾崎優一
- ヘアメイク：宇都圭史
- ガンエフェクト：浅生マサヒロ
- スタントコーディネーター助手：菅原将暉
- 制作主任：大川奏耶
- VFX：恒川岳彦
- 音響効果：島田竜也、西條博介
- スタジオ技術：加藤詩織
- 音楽：SUPA LOVE
- 音楽プロデューサー：松原憲
- 劇伴音楽：曽木琢磨、高橋祐子、賀佐泰洋
- 配給：平野貴之
- ビジュアルデザイン：押見明典
- 宣伝：松坂七海
- スチール：齋藤真理
- 美術協力：ザプルーダフィルムスタジオ
- 協力：STUNT TEAM GOCOO、おかもと技粧
- 製作：「ある用務員」製作委員会（株式会社ライツキューブ、株式会社U-NEXT、株式会社スターリーキューブ、有限会社スーパーラブ、東洋レコーディング株式会社）
- 制作プロダクション：楽映舎、T-REX FILM
- 配給：キグー